# گرهارد دورفر
گرهارد دورفر (به آلمانی: Gerhard Doerfer) (زادهٔ ۸ مارس ۱۹۲۰ در کونیگسبرگ – درگذشتهٔ ۲۷ دسامبر ۲۰۰۳ در گوتینگن) دانشمند آلمانی در زمینهٔ زبان‌های ترکی، مغولی و تونگوس است.

## زندگانی و شغل علمی
گرهارد دورفر در خانوادهٔ فرانتس و آدینا دورفر در کونیگسبرگ (کالینینگراد کنونی) در پروس خاوری به دنیا آمد. او تا سال ۱۹۲۸ در دبستان در کونیگسبرگ درس می‌خواند تا اینکه پدرش، که مأمور پست بود، به برلین منتقل شد. پیش از آن، در طی دوران کودکی در کونیگسبرگ، دورفر به زبان‌های مختلف لهستانی، روسی، لیتوانیایی و کشوبیری، که در آن مناطق تکلم می‌شد، علاقه‌مند شد. او سپس تحصیلاتش را در برلین از سال ۱۹۳۰ تا ۱۹۳۸ ادامه داد و به دبیرستان راینیکندروف-اُست رفت. در سال ۱۹۳۸ او مجبور شد تا مدرسه را بدون هیچ تأییدیه‌ای به خاطر ضدیتش با ایدئولوژیِ غالب ترک کند. او بیکار شد و مجبور شد به خدمات اجباری (به آلمانی: Reichsarbeitsdienst) و سپس به خدمت وظیفه از سال ۱۹۳۸ تا ۱۹۴۵ بپیوندد، تا اینکه بالاخره به اسارت جنگی درآمد. در طی خدمت وظیفه‌اش، او اوقات فراغت را صرف یادگیری زبان‌های پلینزی، مخصوصاً زبان جزیرهٔ ساموا از طریق کتاب‌هایی که همراهش بود، کرد. او در بهار ۱۹۴۶ به برلین برگشت و به شغل‌های مختلفی روی آورد. دورفر بعد از کار به کلاس‌های شبانه
می‌رفت و در ۲۵ مارس ۱۹۴۹، با افتخار، امتحان ورودی دانشگاه را گذراند.
دورفر در دانشگاه هومبولت در برلین از زمستان ۱۹۴۹–۱۹۵۰ تا تابستان ۱۹۵۱ درس خواند و در کلاس‌های درسی زبان‌ها و ادبیات رومی‌تبار (به انگلیسی: Romance Languages and Literature) (با ویکتور کلمپرر و کورت بالدینگر)، انگلیسی (با مارتین لنرت) و اسلام‌شناسی (با ریچارد هارتمن) شرکت جست. مشکلات مالی شوهرمادرش مجبورش کرد که تحصیلات را برای یک ترم قطع کند و به تأمین معاش خانواده بپردازد. او دوباره قادر گشت که به مطالعاتش به‌عنوان دانشجو از آغاز شروع کند و بعدها به‌عنوان دارندهٔ بورس، در دانشگاه آزاد برلین (به آلمانی: Freie Universität)، از ترم تابستان ۱۹۵۲ تا ترم تابستان ۱۹۵۴ تحصیل کرد. در اینجا او زبان‌های ترکی و آلتایی (به کمک کارل هنریخ منگز)، اسلام‌شناسی (با کمک والتر برونو هنینگ)، ایران‌شناسی (با اولاف هنسن) و لغت‌شناسی و فلسفه (با مایکل لندمن) آموخت. او دکتری‌اش را در زمینهٔ مطالعات زبان‌های ترکی و آلتایی در ۲۹ ژوئیهٔ ۱۹۵۴ با ارائهٔ رساله «در نحو از تاریخ راز مغول‌ها» (به آلمانی: Zur Syntax der Geheimen Geschichte der Mongolen) (که منتشرنشده باقی ماند) گرفت. این رساله، جدا از برخی گلچین‌هایی بود که بعدها تجدیدنظر و در دو مقاله منتشر کرده بود.
بعد از فارغ‌التحصیلی، به خاطر مواجه‌شدن با بیکاریِ گسترده متداول در اوایل دههٔ ۱۹۵۰ در برلین، او در ابتدا توانست تا موقعیت موقتی به‌دست آورَد. او به‌عنوان دستیار آموزشی در آکادمی علوم و ادبیات در ماینز از اکتبر ۱۹۵۵ تا بهار ۱۹۵۷ مشغول به کار شد؛ و اولین جلد از لغت‌شناسی (فیلولوژی) ترکی فندامنتا (به انگلیسی: Philologiae Turcicae Fundamenta) (ویسبادن، ۱۹۵۹) را تجدیدنظر کرد که در آن چهار مقالهٔ “Das Gagausische,” “Das Krimosmanische,” “Das Aserbeidschanische,” ,“Das Krimtatarische ” را نوشت. او همچنین نقشهٔ مناطق زبان‌های ترکی را پیش‌بینی کرد و سعی کرد تا یک رونویسی متحد و آرایش دستوری در این کار ایجاد کند.
با حمایت مالی مؤسسهٔ تحقیقات آلمان (به آلمانی: Deutsche Forschungsgemeinschaft)، او بر روی رسالهٔ فوق‌دکتری شایستگی با عنوان عناصر واژگانیِ ترکی و مغولی در فارسی نو (به [Türkische und mongolische Elemente im Neupersischen] Error: {{Lang-xx}}: متن دارای نشانه‌گذاری ایتالیک است (راهنما)) و همزمان، دانشگاه جرج آگوست در گوتینگن تدریس کرد، درحالی‌که در ماینز زندگی می‌کرد. او توانست در زمینهٔ ترک‌شناسی، در دانشگاه گوتینگن با درجهٔ تز شایستگی در دسامبر ۱۹۶۰ فارغ‌التحصیل شود. در ۱۹۶۱ به گوتینگن نقل‌مکان کرد. مجوز او در تدریس درس دانشگاهی (به لاتین: venia legendi) به مطالعات ترکی و آلتایی در فوریهٔ ۱۹۶۳ گسترش یافت؛ و در آوریل ۱۹۶۶ او به سمت استاد غیرشاغل منصوب شد.
دورفر در مهٔ ۱۹۶۶ به دانشگاه ایندیانا در بلومینگتون به‌عنوان پژوهشگر و استاد مدعو دعوت شد؛ همان‌جایی که او مطالعات ترکی و آلتایی را در سال‌های ۱۹۶۶–۱۹۶۸ تدریس می‌کرد. دعوت او در سپتامبر ۱۹۶۸ تمدید شد و تا ۱۹۶۹ ادامه یافت.
نقطهٔ اوج تحقیقات او در ۱۹۶۷ نمود پیدا کرد، جایی که او برای مطالعهٔ زبان‌های ترکی در ایران و افغانستان، اطلاعات جمع‌آوری کرد. این کشف دوبارهٔ خلج، که اولین بار توسط ولادیمیر مینورسکی و به‌طور خلاصه توسط محمد مقدم بررسی شد. این امر منجر به چند نوبت سفر به ایران در سال‌های ۱۹۶۸، ۱۹۶۹ و ۱۹۷۳ شد. دورفر در اولین برنامهٔ سفر پژوهشی‌اش شرکت نجست، درحالی‌که در تدارک و مقدماتش مشارکت داشت. در طی سومین سفر (که به خراسان بود)، تنوع ناشناختهٔ قبلی را مورد تحقیق قرار داد. نقشهٔ اصلی شامل سفر به افغانستان بود که به‌خاطر کودتای ۱۹۷۳ علیه محمد ظاهر شاه (حکومت: ۱۹۵۳–۱۹۷۳/ ۱۳۳۲–۱۳۵۲ خورشیدی) انجام نگرفت. گردآوری اطلاعاتی وسیع، پایهٔ آثار بی‌شماری را دربارهٔ زبان‌های ترکی در ایران فراهم آورد.
ليست بخشي از آثار دوئرفر:
نام چند اثر از آثار متعدد پروفسور گرهارد دورفر، در باره زبانهاي تركي در ايران :
١- ملزمه خلج (Khalaj materials)
٢- متون فولكلور تركي از خراسان (Türkische Folklore-Texte aus Chorasan)
٣- واژه نامه خلجي- لهجه خراب (Wörterbuch des Chaladsch: Dialekt von Charrab)
٤- متون فولكلوريك خلجي (Folklore-Texte der Chaladsch)
٥- جغرافياي زباني و لكسيك خلجي در دو جلد (Lexik und Sprachgeographiedes Chaladsch 2 vols)
٦- اوغوزي ايران (Oghusica aus Iran)
٨- ملزمه اوغوزي جنوبي از ايران و افغانستان (Südoghusische Materialien aus Afghanistan und Iran)
٩- تركي سونقوري - گزارشي پروويژينال Ein vorläufiger Bericht) ) Das Sonqor-Türkische
١٠- تاثير زبان و ادبيات فارسي در ميان تركان (The Influence OF Persian Language and Literature among the Turks)
١١- تماسهاي زباني تركي-ايراني (Turkish-Iranian Language Contacts)
١٢- زبانهاي تركي در ايران
١٣- گزارش سفري تحقيقاتي به ايران